# Paul Faßbach

Paul Faßbach

Paul Faßbach (* 2. Februar 1897 in Wald; † 23. April 1945 in Bad Meinberg) war ein deutscher Politiker (NSDAP) und SA-Führer.

## Leben und Wirken
Nach dem Besuch der Volksschule wurde Faßbach an der Verwaltungsakademie ausgebildet. Im April 1912 trat er in die Unteroffizierschule Sigmaringen ein. Von 1914 bis 1918 nahm er am Ersten Weltkrieg teil, in dem er mit dem Eisernen Kreuz beider Klassen und dem Verwundetenabzeichen ausgezeichnet wurde. Nach dem Ende des Krieges gehörte Faßbach bis zum Mai 1920 der Garde-Kavallerie-Schützendivision an. Nach der Entlassung aus der Armee arbeitete er als Kraftfahrer.
Zum 6. Januar 1928 trat er in Gelsenkirchen der SA bei, zum 1. Mai desselben Jahres der NSDAP (Mitgliedsnummer 88.971). Ab Januar 1935 war er Führer der SA-Brigade 65 in Detmold und wurde auch Landespolizeiführer. Nach seiner Beförderung zum SA-Gruppenführer am 30. Januar 1942, seinem höchsten Rang bei der SA, leitete er die SA-Gruppe Westfalen in Dortmund.
Von November 1929 bis August 1933 war Faßbach Mitglied der Stadtverordnetenversammlung in Recklinghausen und Fraktionsführer. In Recklinghausen war er als Ortsgruppenleiter der Deutschen Christen (DC) seit den Wahlen im Juli 1933 Mitglied im Presbyterium der Evangelischen Kirchengemeinde Recklinghausen, das er durch zahlreiche Initiativen auf die Linie des sog. Reichsbischofs Ludwig Müller zu bringen versuchte. Indem er Anhänger der regimekritischen Bekennenden Kirche (BK) bei der Gestapo in Recklinghausen sowie der Kirchenleitung und der Gauleitung in Münster denunzierte, übte er erheblichen Druck aus, so etwa auf den Berufsschulpfarrer Paul Bischoff (1892–1973), der sich gegen einen Aufmarsch der SA im Gottesdienst an der Christuskirche in Recklinghausen gewandt hatte, oder auf den Hilfsprediger Friedrich Strothmann (1906–1941), der am 24. Januar 1934 dort eine judenfreundliche Predigt über Johannes 4, 22 („Das Heil kommt von den Juden“) gehalten hatte.
Von November 1933 bis zu seinem Tod im April 1945 war Faßbach Abgeordneter des nationalsozialistischen Reichstags, in dem er den Wahlkreis 17 (Westfalen Nord) vertrat. Von 1943 bis 1945 war er Mitglied des Westfälischen Provinzialrates.
Ab Oktober 1944 war er Gaustabsführer Westfalen-Nord des Volkssturms. Er starb am 23. April 1945 bei Kampfhandlungen in Bad Meinberg.